# Anatolij Solin
Anatolij Iwanowicz Solin (ros. Анато́лий Ива́нович Со́лин, ur. 21 kwietnia 1939, zm. 22 lipca 2014) – radziecki reżyser filmów animowanych oraz scenarzysta i scenograf. Zasłużony Pracownik Kultury Federacji Rosyjskiej (2014).

## Wybrana filmografia

### Animator
- 1966: Samyj, samyj, samyj, samyj
- 1968: Małysz i Karlson

### Reżyseria
- Przygody Munhausena (odc. 1, 4-5)
- 1979: Jak lisica zająca doganiała